# Bee Taechaubol
Bee Taechaubol (Bangkok, 12 settembre 1975) è un imprenditore thailandese.

## Biografia
Nato da una famiglia di imprenditori nel settore immobiliare, a 14 anni inizia a lavorare come lavapiatti nel ristorante di famiglia in Australia e a 16 inizia il business nel mercato immobiliare facendo ottimi profitti con la sua compagnia online. Nel 1997 scoppia la crisi nel Sud-Est asiatico e la sua famiglia si ritrova piena di debiti. Riesce poi a laurearsi in Ingegneria civile in Australia e consegue il Master Business Administration alla Sasin Business School di Bangkok dove, tornato con soli 2.000 dollari australiani in tasca, inizia a lavorare in diverse aziende venendo coinvolto in diversi business.
Oltre che essere consigliere delegato della Thai Prime Fund, società che si occupa di private equity (acquisto di parti di aziende non quotate in borsa con potenziale di crescita da rivendere), è membro del consiglio di amministrazione della società immobiliare Landmark Development Group di Bangkok, possiede immobili e proprietà in Asia e Australia, gestisce anche l'allestimento della GLS (Global Legends Series, un tour di partite con alcuni tra i campioni più famosi al mondo come Ševčenko, Nesta, Seedorf, Kluivert e Cannavaro).
Taechaubol è salito agli onori delle cronache in occasione della sua proposta di acquisire parte dell'AC Milan di proprietà di Silvio Berlusconi attraverso una complessa negoziazione che si è sviluppata a partire dall'aprile del 2015. Nel giugno del 2015 Bee ha firmato un contratto con Fininvest per trattare in esclusiva l'acquisto del 48% dell'AC Milan per 480 milioni di euro; tuttavia nel febbraio 2016 la trattativa salta. Già precedentemente il sito della testata economico-finanziario Forbes aveva ipotizzato che Taechaubol non avesse disponibilità personali sufficienti per l'acquisizione del Milan e che stesse cercando di attirare l'attenzione della stampa per trovare altri investitori interessati ad acquistare quote della società assieme a lui.